# Bogdan Kupczyk
Bogdan Kupczyk (ur. 14 sierpnia 1934 w Skorkowie) – polski artysta plastyk.

## Życiorys
Bogdan Kupczyk swoją edukację plastyczną rozpoczął w 1950 roku w Państwowym Liceum Technik Sztuk Plastycznych w Kielcach, gdzie uczęszczał do 1955 roku, otrzymując dyplom technika rzeźbiarza. Następnie studiował w Wyższej Szkole Sztuk Pięknych we Wrocławiu, którą ukończył w 1961 roku.
Jednym z najważniejszych etapów jego artystycznej kariery było objęcie w 1960 roku stanowiska projektanta w Hucie Szkła Gospodarczego Ząbkowice (obecnie dzielnica Dąbrowy Górniczej). W 1966 roku został przeniesiony służbowo do Zjednoczenia Przemysłu Szklarskiego. Jego zadaniem było koordynowanie pracą Ośrodków Wzornictwa w polskim przemyśle szklarskim, kierowania pracą Branżowego Ośrodka Wzornictwa, współpraca z Centralami Handlu Wewnętrznego i Zagranicznego. Organizował również wystawy szkła, plenery dla projektantów, współpracę przemysłu z uczelniami plastycznymi, udziału projektów w targach oraz realizował własną twórczość i projekty szkła.
Jego prace były prezentowane na ponad 30 wystawach w kraju oraz za granicą.

## Wystawy
- 1961 – Ogólnopolskie Targi Wzornictwa Poznań
- 1962-63 – Wystawa Objazdowa „Polskie Szkło i Ceramika” Berlin-Praga-Budapeszt-Sofia-Belgrad-Wiedeń
- 1963 – Ogólnopolska Wystawa „Współczesne Szkło Polskie” Muzeum narodowe w Krakowie
- 1964 – Ogólnopolska Wystawa „Szkło – Ceramika – Tkanina” w Warszawie
- 1968 – Ogólnopolska Wystawa „Wzornictwo Społeczeństwu” Pałac Kultury i Nauki w Warszawie
- 1969 – Wystawa „Polskie Wzornictwo Przemysłowe” Moskwa – Ryga
- 1969 – Ogólnopolska Wystawa Szkła i Ceramiki w ramach wystaw „Polskie Dzieło Plastyczne na 25-lecie PRL” Wrocław
- 1969 – Wystawa Sztuki Użytkowej Lublin
- 1969 – Wystawa Architektury Wnętrz – Moskwa
- 1971 – Wystawa Wnętrz Mieszkalnych – Moskwa
- 1974 – Ogólnopolska Wystawa Szkła Użytkowego i Artystycznego BWA Katowice
- 1974 – Indywidualna Wystawa Szkła Artystycznego Londyn
- 1974 – Wystawa Szkła na 90-lecie Huty Szkła Gospodarczego „Zawiercie” w Ośrodku Kultury
- 1975 – Wystawa Szkła Muzeum Gliwice
- 1975 – Wystawa Szkła i Ceramiki „Konfrontacje” IWP Warszawa
- 1976 – Wystawa „Grupy Zagłębie” BWA Katowice
- 1976 – II Międzynarodowe Triennale Szkła i Porcelany w Jabloncu CSRS
- 1976 – Triennale Szkła w Twierdzy Kłodzkiej
- 1976 – Indywidualna Wystawa Szkła Artystycznego i Użytkowego i Kwiatów w WPKW Katowice
- 1977 – Wystawa „Dobrego Wzoru Użytkowego” w Berlinie „Funktion – Form – Gebranch”
- 1977 – Ogólnopolskie Wystawy Szkła BWA Katowice
- 1979 – Ogólnopolskie Wystawy Szkła BWA Katowice
- 1980 – Wystawa Szkła Artystycznego z okazji Dni Kultury Polskiej Lipsk
- 1980 – Wystawa wzoru przemysłowego z okazji Kongresu Upowszechnienia Kultury Plastycznej Wrocław
- 1981 – Wystawa Polskiego Wzoru w Ośrodku Kultury Polskiej w Berlinie
- 1983 – Wystawa „Wzornictwo – Sztuka Społecznie Użyteczna” Warszawa
- 1984 – Wystawa Objazdowa Kraków-Katowice-Częstochowa-Praga i 1985 Moskwa
- 1986 – Ogólnopolska Wystawa pokonkursowa „Najlepsze dzieło 1986 roku” BWA Katowice
- 1991 – Wystawa w Pałacu Schoena Muzeum Sosnowiec
- 2002 – Wystawa Dzieł Artystów Grupy Zagłębie w Miejskiej Galerii Sztuki Extravagance Sosnowiec

## Nagrody i odznaczenia
- 1962 – dwie II nagrody w Ogólnopolskim Konkursie na szkło gospodarcze i oświetleniowe
- 1962 – złoty medal przyznany przez Ministra Handlu Wewnętrznego za dobrą jakość i estetykę nowych wzorów
- 1968 – dwie I nagrody z wyróżnieniem za walory eksportowe
- 1968 – jedna I nagroda i dwie II nagrody w Ogólnopolskim konkursie ZPAP na wzory szkła kryształowego prasowanego
- 1969 – nagroda Centralnej Rady Nadzorczej przy Prezesie Rady Ministrów za szczególne osiągnięcia w rozwoju wzornictwa i estetyki produkcji przemysłowej w zakresie szkła prasowanego
- 1971 – II nagroda w Ogólnopolskim Konkursie Otwartym ZPAP na projekt zestawów szklanych za 30 częściowy zestaw szkła dla gastronomii
- 1974 – wyróżnienie na Ogólnopolskiej Wystawie Szkła w BWA Katowice
- 1974 – I nagroda w konkursie ZPAP „Człowiek i Współczesność” Katowice
- 1976 – złoty medal na II Międzynarodowym Triennale Szkła i Porcelany w Jabloncu za nowatorskie i technologiczne rozwiązania w szkle użytkowym
- 1976 – medal 25 lecia WPKiW na indywidualnej wystawie szkła i kwiatów w Katowicach
- 1977 – półroczne stypendium twórcze Ministra Kultury i Sztuki
- 1979 – I i II nagroda w konkursie ZPAP za zdobiny szkła gospodarczego
- 1989 – roczne stypendium twórcze Ministra Kultury i Sztuki
- 2021 – Brązowy Medal „Zasłużony Kulturze Gloria Artis”[1]